# فلج دوره‌ای
فلج دوره‌ای گروهی از بیماری‌های ژنتیکی نادر است که منجر به ضعف یا فلج از ناحیهٔ محرک‌های رایج مانند سرما، گرما، وعده‌های غذایی با کربوهیدرات زیاد، عدم غذا خوردن، استرس یا هیجان و فعالیت بدنی از هر نوع می‌شود. مکانیسم اساسی این بیماری‌ها نقص در کانال‌های یونی در غشای سلول‌های ماهیچه‌های اسکلتی است که به یون‌های باردار الکتریکی اجازه می‌دهد به داخل یا خارج از سلول ماهیچه‌ای نشت کرده و باعث دیپلاریزه شدن سلول و عدم حرکت شوند.